# Farida Rahmeh
Farida Rahmeh (in arabo فريدة•رحمة‎?; 22 settembre 1953) è un'ex sciatrice alpina libanese.

## Biografia
La Rahmeh ai XII Giochi olimpici invernali di Innsbruck 1976, sua prima presenza olimpica, si classificò 43ª nello slalom gigante e ai XIII di Lake Placid 1980, sua ultima presenza olimpica, si piazzò 27ª nella discesa libera, 34ª nello slalom gigante, 19ª nello slalom speciale e 7ª nella combinata valida soltanto ai fini dei Mondiali 1980; non ottenne piazzamenti in Coppa del Mondo.